# Johann Jakob Burckhardt (Politiker, 1809)
Johann Jakob Burckhardt (auch Burckhardt-Ryhiner; * 15. August 1809 in Basel; † 12. April 1888 ebenda) war ein Schweizer Richter, Politiker und Bürgermeister von Basel-Stadt.

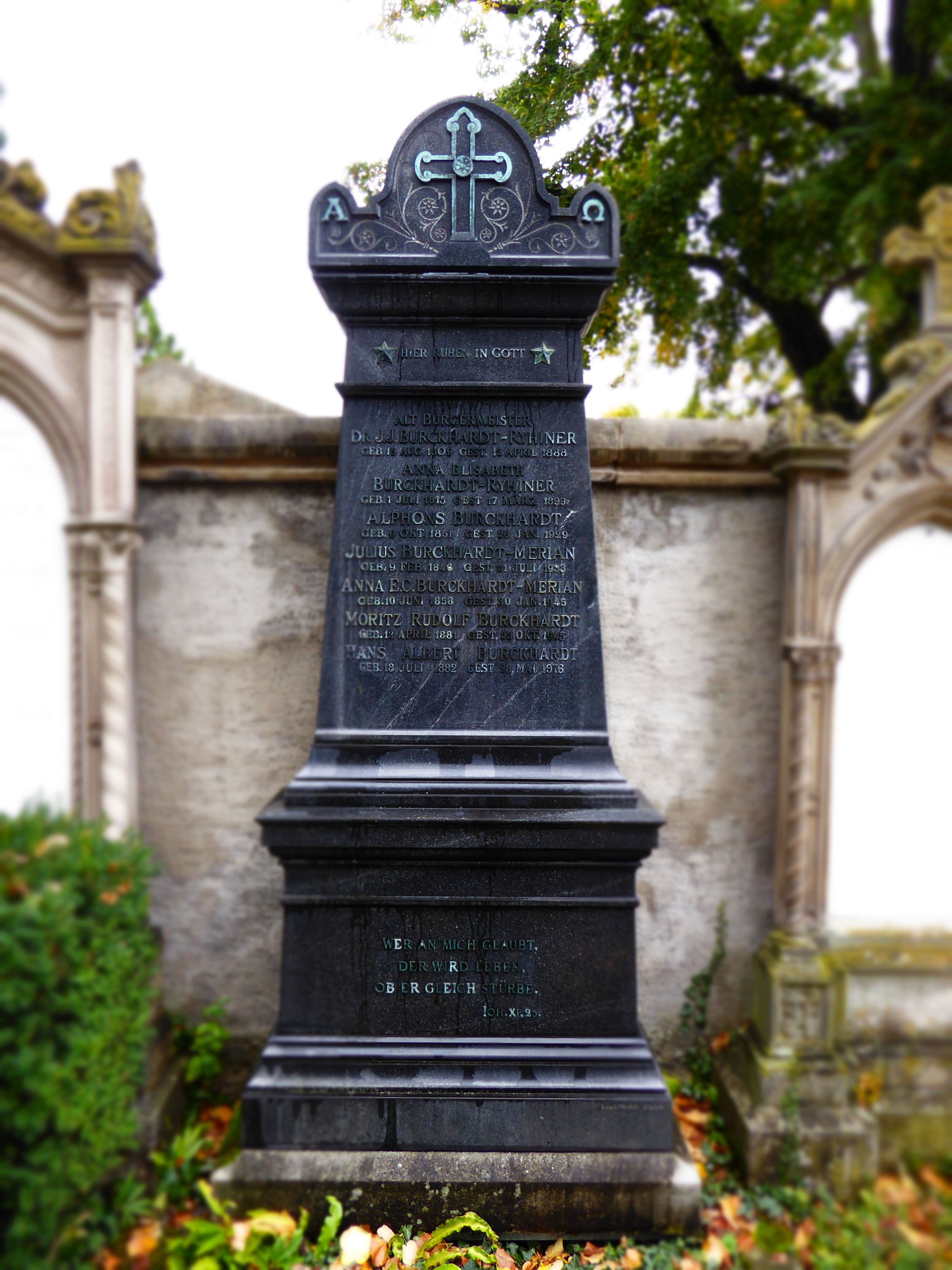
Grabmal von Louis Wethli auf dem Wolfgottesacker, Basel

## Leben und Werk
Johann Jakob Burckhardt studierte Rechtswissenschaften und war ab 1834 als Polizeirichter tätig. Später amtete er als Kriminal- und Waisenrichter. Von 1840 bis 1848 war er Präsident des Appellationsgerichts sowie gehörte von 1837 bis 1870 dem Basler Grossen Rat an. Ab 1848 war er Mitglied des Kleinen Rats und von 1849 bis 1859 Bürgermeister von Basel-Stadt. 1848 war er Tagsatzungsgesandter in Bern und ab 1873 Mitglied des Staatskollegiums. Burckhardt beschäftigte sich insbesondere mit Justiz- und Baufragen sowie seit der Gründung des Bundesstaates mit aktuellen Problemen der Niederlassung.
Johann Jakob Burckhardt war seit 1835 mit Elisabeth, geborene Ryhiner (1815–1899), verheiratet. Ihr ältester Sohn war der Staatsanwalt und Politiker Johann Jakob Burckhardt (1836–1890). Seine letzte Ruhestätte fand er auf dem Wolfgottesacker in Basel.